# Weinmannia racemosa
Weinmannia racemosa är en tvåhjärtbladig växtart som beskrevs av Carl von Linné d.y.. Weinmannia racemosa ingår i släktet Weinmannia och familjen Cunoniaceae. Inga underarter finns listade i Catalogue of Life.